# 4696 Arpigny
4696 Arpigny је астероид главног астероидног појаса са средњом удаљеношћу од Сунца која износи 2,854 астрономских јединица (АЈ).
Апсолутна магнитуда астероида је 12,3.